# Saint-Légier-La Chiésaz
Saint-Légier-La Chiésaz – miejscowość w Szwajcarii, w kantonie Vaud, w okręgu Riviera-Pays-d’Enhaut, w gminie Blonay – Saint-Légier. Graniczy od południowego zachodu z miastem Vevey. Do 31 grudnia 2021 samodzielna gmina. W miejscowości autostrada A9 zakańcza bieg autostrady A12.

## Główne obiekty
- Kościół Reformowany
- Stacja kolejowa La Chiésaz
- Stacja kolejowa St-Légier-Gare

## Liczba ludności
Źródło: